# 이승훈 (1756년)
이승훈(李承薰, 1756년 ~ 1801년 4월 8일)은 조선 말기의 천주교 순교자이다. 이승훈의 교명은 베드로이며 본관은 평창(平昌)이다. 자(子)를 자술(子述), 호를 만천(蔓川)이다. 조선인으로는 최초로 1784년에 중국에서 천주교 세례를 받았다. 정치적으로는 남인에 속한다. 시인으로 이름난 이좌훈(李佐薰)의 6촌 동생이며, 공조판서를 지낸 이가환은 그의 외삼촌이고, 정약용은 그의 처남이다.
아버지를 따라 중국에 가서 세례를 받고 귀국한후, 전교에 힘쓰며 이벽, 권일신과 함께 '명례방공동체'(신앙모임)를 이끌었다. 1785년에 터진 명례방 사건으로 잠시 주춤했으나 자치교회를 만들어 다시 교세를 성장시켰다. 평택현감으로 있던 1791년 신해박해가 터져 관직을 박탈당하였고, 1795년 을묘박해때는 귀양살이를 했으며, 1801년 신유박해때 참수당했다. 비록 수 차례 배교한 전력이 있지만 이벽, 권일신과 함께 초기 한국 천주교회 설립을 주도했고 한국 천주교회의 첫 장을 연 인물로 평가되고 있다.

## 생애

### 출생과 성장
서울 남대문 밖 반석방(盤石坊) 중림동에서 2남1녀 중 장남으로 태어났다. 아버지는 참판 이동욱이며, 어머니는 공조판서를 지낸 이가환(李家煥)의 누이이다. 장성하여 마재[馬峴]의 정재원(丁載遠)의 딸을 아내로 맞아 정약전(丁若銓)·약현(若鉉)·약종(若鍾)·약용(若鏞)과 처남매부 사이가 되었다. 어려서부터 재주가 뛰어나 20세 전후에 고명한 학자들과 교류하였다. 1780년(정조 4년) 사마시에 합격, 진사가 되어 성균관에 들어갔으나 벼슬에는 큰 뜻이 없어 학문에 전념하였다.

### 천주학 입문
그 당시 중국에서 들어온 서양학문이 남인 소장학자들 사이에 활발히 연구되고 있었기 때문에 그도 서학을 접하게 되었다. 또한 서학 모임의 중심 인물인 이벽(李檗)과 자연스럽게 친교를 맺으며 천주학을 알게 되었다. 1777년에서 1779년에는 이벽, 정약용, 권일신 등 남인 소장파 학자들과 함께 외딴 절인 천진암과 주어사에 들어가 서양 학문과 천주학을 연구하고 강학회도 열었다. 강학회에 참석했던 이들중에는 천주학 교리를 실천학으로 받아들이기도 하였다. 주일을 제정하여 지켰는데, 양력이 도입되기 전이라 음력으로 매월 7일, 14일, 21일, 28일을 주일로 정하여 엄수하였다. 그러나 이승훈은 서양역법과 기하학등에 많은 관심을 가졌을뿐 천주교 교리를 듣고 좋아하기는 했으나 교리를 따르지는 않았다.

### 북경방문
1783년(정조 7년) 황인점(黃仁點)을 정사(正使)로 하는 사절단이 구성될 때, 이승훈의 아버지 이동욱(李東郁)은 서장관(書狀官)으로 사절단의 일원이 되어 북경에 가게 되었다. 이 소식을 접한 이벽이 이승훈을 찾아와서 사절단에 동행하여 천주학 자료를 구해 달라고 부탁하였다. 이승훈이 승낙하자 이벽은 천주학을 연구하던 이들과 함께 여비를 모아 주며 교리와 그 실천 방법을 자세히 살필 것등 여러가지를 상세히 일러주었다. 이승훈은 1783년 11월 8일(음력 10월 14일) 한양을 떠나 1784년 1월 13일(1783년 음력 12월 21일) 북경에 도착했다. 북경에 머무르는 동안 천문학, 수학, 과학을 배우며 견문을 넓히는 기회가 되었다. 

### 세례와 입교
이승훈은 북경 북천주당을 찾아가 필담으로 교리를 배웠는데, 신묘하고 오묘한 가르침에 끌렸고 결국 자진하여 세례 받기를 청하였다. 1784년 음력 1월 이승훈은 그라몽(Jean de Grammont, 梁棟材) 신부로부터 영세를 받고 조선 천주교회의 주춧돌이 되라는 뜻에서 베드로(반석)라는 세례명을 받았다. 당시 북경에 있던 서구 선교사들은 이 사건을 매우 놀라와했다. 선교사가 가서 찾아보지도 않은 미교화국의 젊은 청년이 자진하여 찾아와 세례를 받고 천주교인이 된 사례는 로마 카톨릭 사상 유례없는 일이었기 때문이다. 선교가 아닌 구도(求道)에 의해서 한국 최초의 세례 교인이 된 이승훈은 1784년(정조 8년) 4월 13일(음력 3월 24일) 기하학, 각종 과학서적, 성서, 천주교 자료, 성상·묵주 등을 가지고 한양에 돌아왔다.

### 전교활동
이승훈은 이벽에게 세례를 주었는데 이후 이벽의 집을 거점으로 하여 전교활동을 벌였다. 이벽은 전교활동에 매우 열성적이었는데, 먼저 권철신, 권일신 형제를 설득하여 천주교에 입교시켰다. 또한 중인들에게도 천주교를 전파했는데, 김범우, 최창현, 최인길, 지황 등이 그들이었다. 이벽의 전도로 천주교 교인이 된 권일신은 중인이던 천안 출신 이단원, 충청도 아산 출신 이존창, 전주 출신의 유항검을 입교시켰다. 이들은 출신지역을 전교하여 훗날 조선 천주교의 중심지라 할 수 있는 충청 내포 지역 천주교회의 기틀을 마련하는데 이바지했다.
초기에는 주로 남자 양반들을 대상으로 전교하였으나 점차 중인, 상인, 부녀자들에게도 전교하였다. 부녀자들의 전교는 이벽의 부인 유한당 권씨, 이승훈의 부인 나주 정씨, 권일신의 부인 광주 안씨등 양반 신자들의 부인을 통해 이루어졌다. 전교된 교인들은 서울 수표동에 있는 이벽의 집에 모이게 되었는데, 양반의 집에 너무 많은 중인과 상민들이 자주 출입하게 되자 주변의 이목을 끌게 되었고 점차 장소도 비좁아 졌다. 그래서 명례방(현 명동)에 있는 중인신분의 역관 김범우의 집으로 집회장소를 옮기게 되었다.

### 명례방 사건
명례방에 있는 김범우의 집으로 옮긴후 정기적인 신앙모임을 가졌다. 이 모임을 오늘날 천주교 연구가들은 '명례방공동체'라고 부르고 있으며 아울러 이 신앙공동체 모임을 조선 천주교회의 시작으로 보고 있다. 비밀리에 운영되던 모임은 이듬해 3월에 형조 포졸에게 적발되어 모임 참석자 전원이 체포되는 일이 발생하였다. 그러나 모임장소를 제공한 김범우만 투옥되었고 이승훈을 비롯한 그 나머지 사람들은 모두 훈방되었다.
그런데 석방된 권일신, 이윤하 등 다섯 사람이 형조에 가서 압수한 성상과 물건들을 돌려달라고 항의하며 물의를 일으켰다. 형조판서 김화진은 사건이 확대되는것을 막고자 압수물품을 돌려주고 김범우 만 밀양으로 유배보내어 사건을 마무리 지었다. 김범우는 고문으로 입은 상처가 악화되어 1787년 귀양지 밀양에서 사망하였다. 사건직후 성균관 유생들이 천주교 배척을 요구하는 통문을 친척들과 친구들에게 돌려 양반출신 천주교도들과 양반가 문중들을 압박했다. 이승훈은 친척, 가족, 문중의 거센 추궁에 시달리다 천주서적을 불태우고 천주학을 사학이라 배척한다는 취지의 벽이문(闢異文)을 작성하여 자신의 배교를 공언한후 교회를 떠났다. 이벽은 부친과 갈등속에 식음전폐하다 사망하였다. 신앙모임의 주축이었던 양반출신 교인들이 배교하고 모두 떠나자 '명례방 공동체'는 와해되었다. 

### 천주교회 설립
1786년, 이승훈은 은밀히 회심하였고 다시 복교한 이들과 조직 재건에 힘썼다. 북경 교회 체제를 인용해 자신이 주교가 되고 권일신·정약전·최창현(崔昌顯)·유항검(柳恒儉)·이존창(李存昌) 등 10명에게 신부직을 수행하게 해 교회를 운영해 나갔다. 그러나 교리문답을 연구하던중 사도적 계승을 받은 성직자 없이 자치교회를 운영하는 것이 교회법에 위반될 수도 있다는 의문이 생겼다. 교리문답서에는 평신도의 성사집행을 금하고 있었다. 당시 조선 천주교회는 북경 교구가 담당하였으므로 의문점을 해소하기 위해 북경에 있는 주교에게 유권해석을 구해야했다. 1789년 이승훈은 윤유일을 밀사로 임명하여 동지사(冬至使)를 따라 북경에 가서 구베아 주교에게 답신을 받아 오도록 했다.
북경 밀사 윤유일은 1790년 3월에 귀국하였고 그가 가져온 회답에 따라 조선 천주교회는 교회법에 위법되는 가성직 제도를 파하여 자치교회를 해체하고 성직자 영입운동을 펴나가게 되었다. 1790년 9월에 성직자 파견을 요청하는 밀사로 윤유일을 다시 북경에 파견하였다.

### 반회사건
1787년(정조 11) 10월경, 반촌에 있는 김석태(金錫泰)의 집에서 정약용, 이승훈, 강이원 등이 은밀히 천주교서적을 연구하고 토론했다. 그러한 사실을 안 이기경(李基慶)이 천주교 배척론자인 홍낙안(洪樂安)에게 알리자, 척사유생들의 상소가 잇따랐다. 그로 인하여 당사자들에게 직접적인 처벌은 내려지지 않았으나, 천주학 도서의 도입과 유포가 문제되어 조정에서 그 폐해에 대해 논의가 있었다. 한글로 번역된 천주교 서적은 목판으로 간행되어 저렴한 가격에 팔리고 있었는데, 충청도 지방의 산골마을에까지 보급되어 있었다. 1788년에 8월에 이경명이 서학 엄벌을 청하는 상소를 올리자 정조는 전국에 천주교 관련 서학서적을 색출, 소각하라는 명을 내렸다.

### 관직출사
1790년 음력 10월에 음서로 비로소 관직에 나가 의금부 도사(都事)가 되었고 1791년(정조 15년, 신해년) 2월 서부도사를 거쳐 이 해 6월에 평택현감으로 부임하였다. 이때 북경에 밀파되었던 윤유일이 돌아와 선교사를 보내주겠다는 중국 교회의 약속과 함께 조상제사를 금지한 북경 주교 구베아(Gouvea)의 명을 전달받았다. 이승훈은 제사불가라는 교리에 심히 고민하다가 다시 한번 배교를 선택한다. 그의 신앙의 출발은 마테오 리치가 《천주실의》를 통해 주장한 보유론(補儒論)에 기반을 하고 있었기 때문이다. 이승훈은 세도정치, 쇄국과 개화, 근대화, 제국열강의 침노속에 무능한 조선조정 등 조선후기의 혼란속에서 지배이념으로서의 유학의 한계를 천주학으로 보완할 수 있다고 보았다. 그러나 유교적 가치와 천주교회법의 충돌이라는 현실에 직면하게 되어 고민하던 끝에 다시 교회를 떠났다.

### 신해박해
1791년, 전라도 진산에 사는 선비 윤지충이가 천주교도로서 조상제사 불가 등의 종교적 가르침을 지키고자 모친상을 천주교식으로 치른후 제사를 폐함으로 인해 사회적 파장이 일어나는 진산사건이 발생했다. 윤지충이 남인이었던 관계로 서인들의 공격을 받으며 당쟁으로 비화됨에 따라 사회도덕을 문란하게 했다는 죄명하에 그의 행위에 동조한 외사촌 권상연과 함께 참수당했다. 이승훈은 조상제사 불가라는 교리때문에 이미 배교를 한 상태였으나 반회사건(1787년)이 빌미가 되어 권일신과 함께 체포되었다. 서양 서적을 구입해 온 사실등으로 문초를 받고 관직을 삭탈당했으며(음력 11월) 권일신은 예산으로 귀양을 가던중 고문으로 얻은 장독(杖毒)으로 죽었다. 이승훈은 투옥중 이미 배교했다는 변론이 받아들여져 곧 석방되었다. 1792년 초에는 한해전에 평택현감으로 부임했을 때 향교에 배례하지 않았다는 소문 때문에 다시 한 번 곤욕을 치르기도 했다.

### 을묘박해
배교후 천주교인들과 교류를 끊고 생활했으나 1795년 중국에서 주문모 신부가 선교사로 서울에 들어와 전도활동을 하자 교인들과 다시 접촉하였다. 같은해 6월에 포도청이 주문모 신부 체포에 실패하는 사건이 벌어졌다. 사건 관련자로 최인길, 윤유일, 지황이 체포된후 순교했는데 이승훈도 연류되었다는 서인들의 모함을 받아 충남 예산으로 유배되었다가 풀려났다. 유배생활중 〈유혹문 牖惑文〉을 지어 유포하고 1796년에 유배가 풀린 후 〈주자백록동연의 朱子白鹿洞衍義〉를 짓는 등 교회활동을 단절한 입장을 밝혔다.

### 말년과 사망
1801년 순조가 즉위하자 섭정인 정순대비에 의해 신유박해가 시작되었다. 집권세력인 노론이 사교철폐를 명분으로 남인들을 숙청하여 재기불가능 상태로 만드는 것이 목적이었다. 정약종, 이가환, 권철신, 주문모, 강완숙 등 약 300명이 처형되었고 정약용과 정약전등 수많은 사람들이 유배당했다. 이승훈도 체포되어 서대문 형장에서 사형당했다. 1868년 그의 뒤를 이어 아들과 손자가 순교하고, 1871년 증손까지 순교하여 4대에 걸친 순교자 집안이 되었다.

## 가족 관계
- 증조부 : 이태석(李泰錫)
  - 할아버지 : 이광직(李光溭)
    - 아버지 : 이동욱(李東旭)
    - 어머니 : 여주 이씨(驪州 李氏) - 이용휴의 딸, 이가환의 누이
      - 동생 : 이치훈(李致薰)
      - 부인 : 나주 정씨(羅州 丁氏) - 정약전, 정약용의 누이
        - 장남 : 이
        - 차남 : 이
        - 삼남 : 이신규(李身逵)

## 같이 보기
- 신유박해
- 빈센트 권
- 안토니오 코레아(안토니오 꼬레아)
- 오타 주리아(줄리아 오타아)
- 그레고리오 데 세스페데스(Gregorio de Céspedes)
- 일본 로마가톨릭의 역사

## 참고 문헌
- 춘추관 관원들 (1805). 《정조실록》.
- 클로드샤를 달레 (1874). 《Histoire de l'Église de Corée Volume 1(조선교회사 1권)》 (프랑스어).
- 이덕일 (2009). 《이덕일의 세상을 바꾼 여인들》. 옥당. ISBN 978-89-961525-2-1.